# Anatoli Perminov

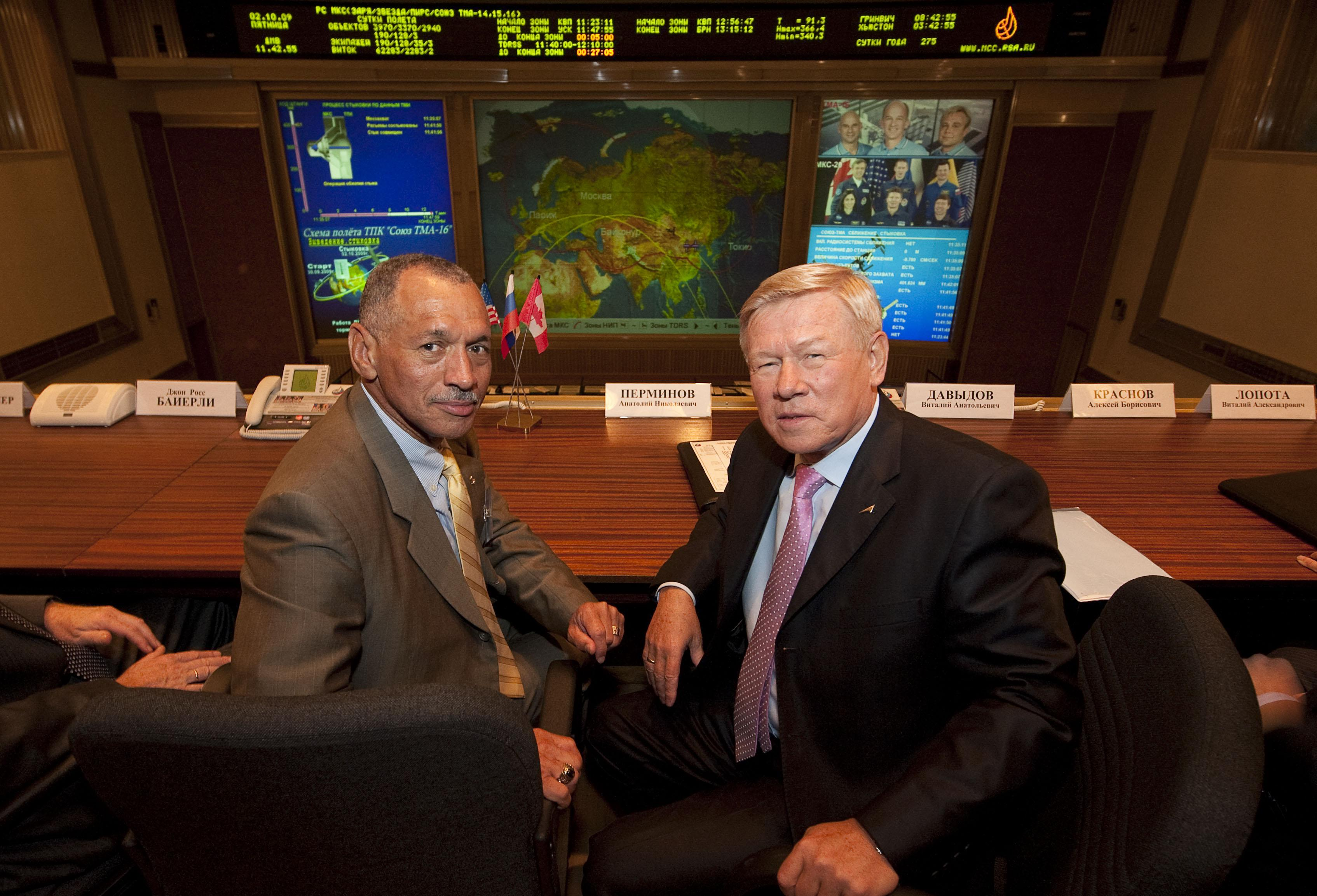
Perminov (à droite) avec l'administrateur de la NASA Charles Bolden (2009).

Anatoli Niolaïevitch Perminov (né le 6 juin 1945 dans l'oblast de Kirov) est un ingénieur qui a dirigé l'agence spatiale russe de mars 2004 à fin avril 2011. Après une formation dans des institutions militaires qui en fait un spécialiste des moteurs de fusée et en génie mécanique, il est nommé en 1991 responsable d'une base de lancement de missiles et de satellites. En 1993 il occupe le poste de chef des opérations sur les missiles au sein des Forces des fusées stratégiques de la fédération de Russie. En 2011 il est remplacé à la tête de l'agence spatiale russe par Vladimir Popovkine. Son départ, motivé par l'atteinte de la limite d'âge (65 ans), est peut-être également lié à une série d'échecs lors de lancements de satellites de navigation Glonass.
Il a le grade civil de Conseiller d'État effectif de la fédération de Russie de 1re classe.